# Hauptstein

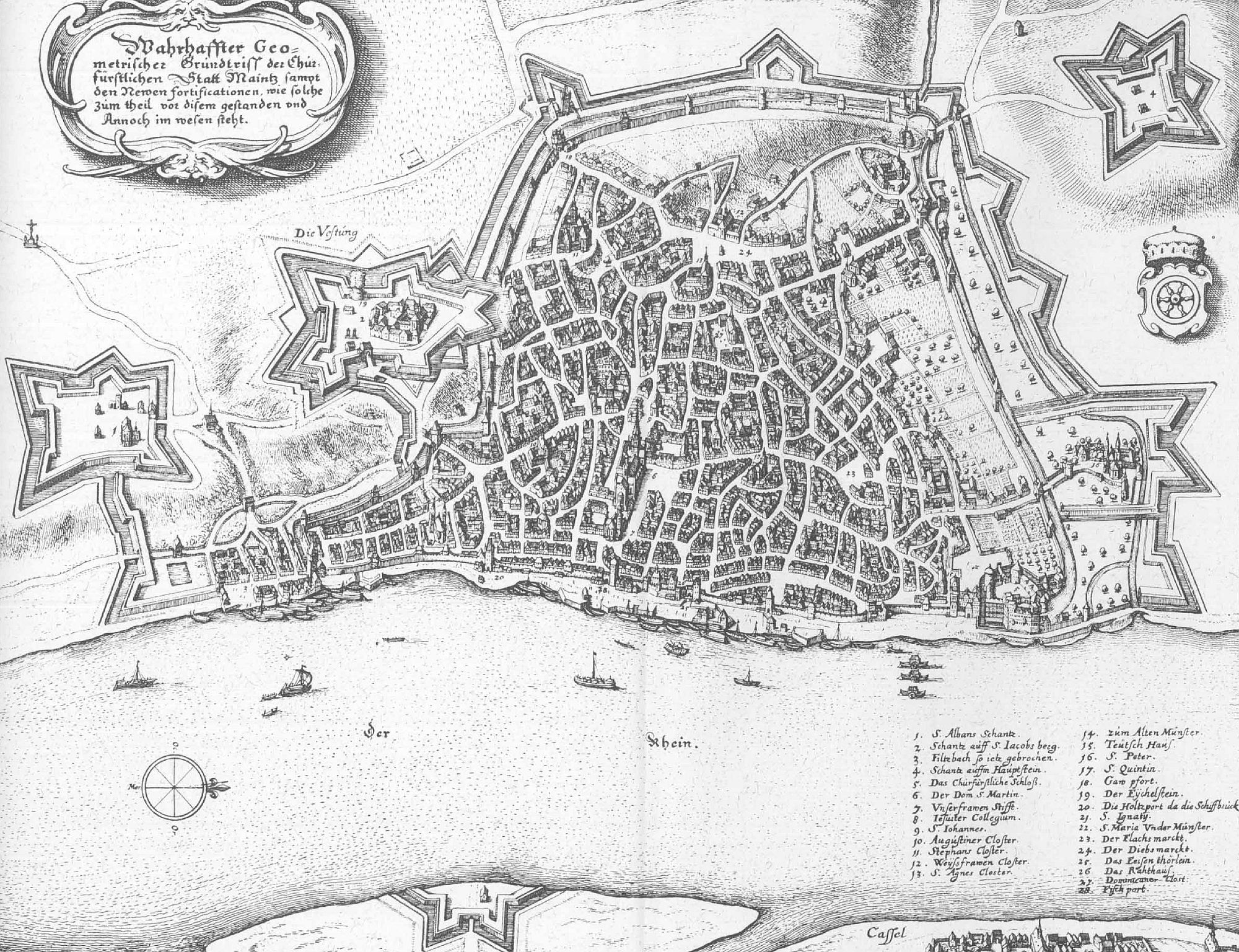
Plan de Mayence – extrait de la Topographia Hassiae von Matthäus Merian, 1655. Le Hauptstein au-dessus à droite.(carte inversée)

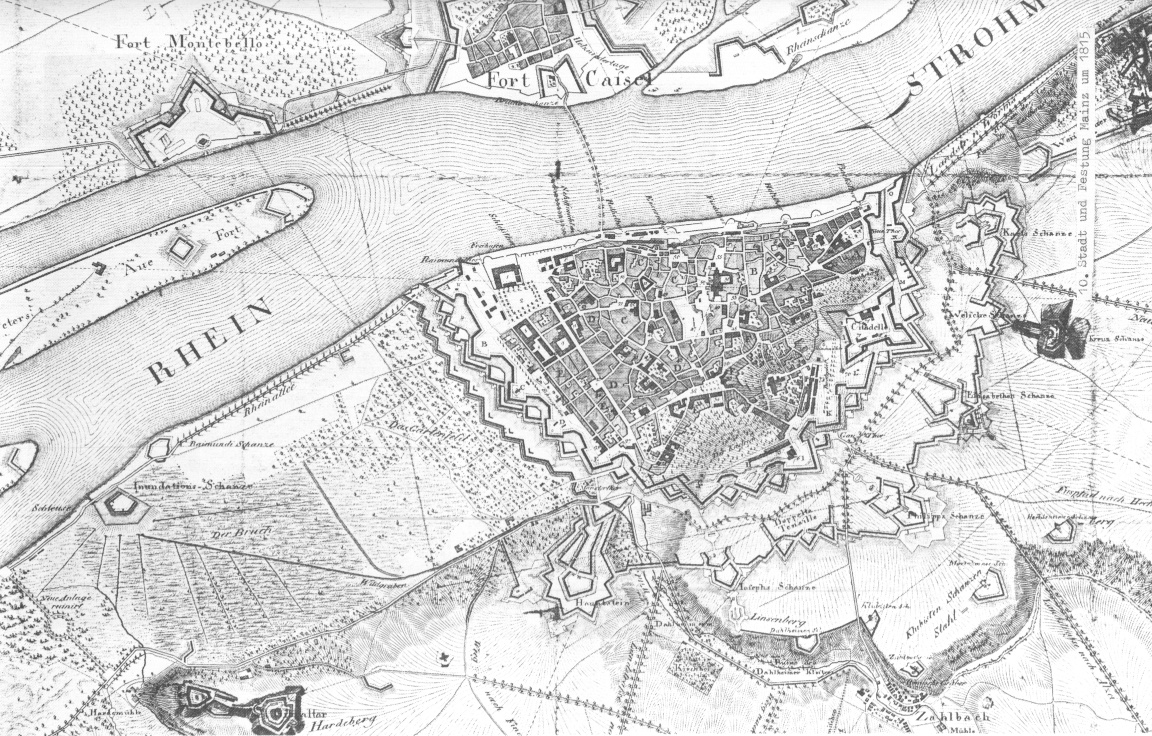
Plan de la place forte de Mayence au XIXe siècle. La redoute de Hauptstein à un plan topographique militaire, levé par M. Hundeshagen

Le Hauptstein, aussi appelé Fort Franz ou Fort Franziskus, littéralement « pierre principale » est une redoute très avancée de la Forteresse de Mayence, située sur une hauteur au sud-ouest du centre historique au sommet du Hartenberg. Il est une des principales fortifications de Mayence et domine toute la campagne environnante. Il portait le nom de « fort Meunier » pendant le Premier Empire (à partir du 29 septembre 1804).

## Histoire
À la fin de la guerre de Trente Ans, le prince Jean-Philippe de Schönborn fait de Mayence une forteresse. Ainsi, on établit entre 1655 et 1675 un ensemble de 16 bastions qui forment une enceinte en forme d'étoile autour de Mayence. On édifie sur le Hartenberg une redoute, le Hauptstein, en remplacement d'un ancien fort en bois érigé par Gustaf Horn en 1633.
Le neveu de Jean-Philippe, Lothaire-François de Schönborn, fait appel au brillant architecte Maximilian von Welsch à Mayence. Welsch travaille également sur le fort Hauptstein, qui était à côté de la citadelle la fortification plus importante autour de la ville. Les plans signés par Welsch sont encore visibles dans les archives.

## Annexes

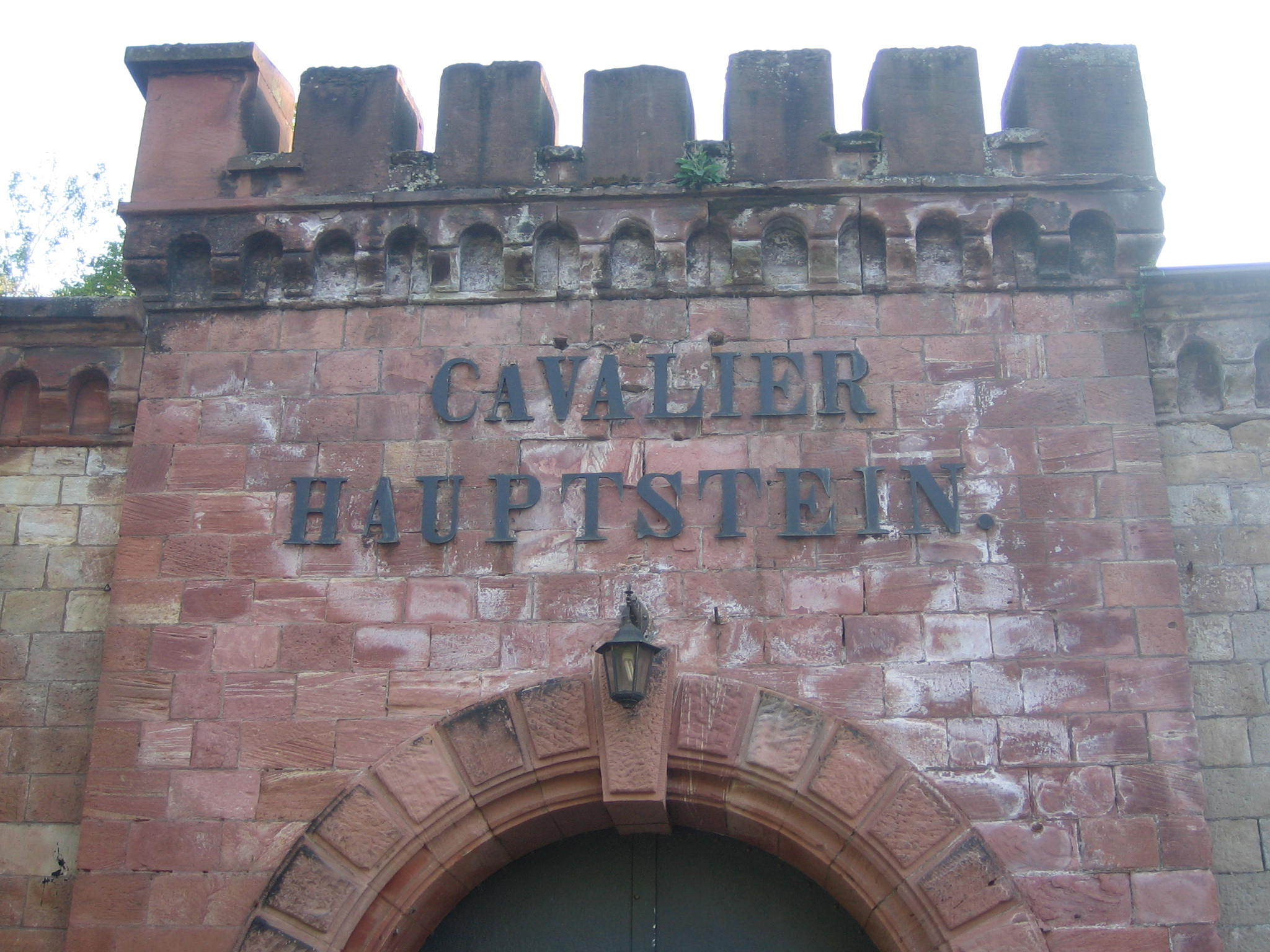
L'entrée principale de fort Hauptstein

### Citations
« Le revêtement des fronts de Mombach est une bonne opération ; mais ils sont tellement dominés par les coteaux et le fort Hauptstein. »
— Napoléon Ier au maréchal Berthier, lettre de Mayence, 5 vendémiaire an XIII (27 septembre 1804)
« Je désire que le fort Hauptstein de Mayence porte le nom de fort Meunier. En général, faites-vous faire par le génie un rapport sur tous les forts qui auraient des noms étrangers ou difficiles à retenir, pour y substituer des noms français. »
— Napoléon Ier au maréchal Berthier, lettre de Mayence, 7 vendémiaire an XIII (29 septembre 1804)
« Cette enceinte avait son aile à l'amont du Rhin construite en citadelle : l'autre aile n'était pas revêtue en entier, mais elle avait des fossés pleins d'eau, et le terrain qui descendait à Mombach était marécageux. Cette première enveloppe se terminait par un beau glacis contre-miné; à la queue de ce glacis se trouvait un cordon de cinq forts. Ces forts, qui s'appelaient Saint-Charles, Sainte-Élisabeth, Saint-Philippe, Saint-Joseph et le Hauptstein, renfermaient les moyens de chicane d'une guerre souterraine bien entendue. Nous trouvâmes les défenses extérieures de la place palissadées dans toutes leurs parties. »
— Simon François Gay de Vernon, Mémoire sur les opérations militaires… pendant les années 1792 et 1793